# Guerra castellano-leonesa (1196-1197)
La Guerra Castellano-Leonesa de 1196-1197 fue un conflicto entre los reinos de León, Navarra y el Califato Almohade contra los reinos de Castilla y Aragón .
En medio del conflicto, Alfonso IX de León fue acusado por el papa Celestino III de aliarse con un musulmán para luchar contra un reino cristiano y fue excomulgado, provocando que Portugal se uniera a la guerra contra León. Al final, los almohades firmaron una tregua con Alfonso VIII de Castilla y Alfonso IX, al ver que había sido abandonado por su aliado y su reino estaba siendo invadido, tuvo que pedir la paz. Alfonso IX se casó con la hija de Alfonso VIII, Berenguela de Castilla, lo que finalmente condujo a la paz entre ambos reinos.

## Antecedentes
Tras la guerra castellano-leonesa de 1188-1194, el Reino de Castilla y el Reino de León, con mediación papal, firmaron el Tratado de Tordehumos, lo que también dio lugar a una alianza entre ambos reinos y el Reino de Navarra para atacar al Imperio almohade.
En 1195, Alfonso VIII de Castilla lanzó una campaña contra el califato almohade. El califa almohade, Abu Yúsuf al-Mansur, desembarcó en la península Ibérica en julio del mismo año para repeler a los invasores. El Reino de León y el Reino de Navarra, ya que tenían una alianza con Alfonso VIII, le ofrecieron enviar un ejército comandado por sus respectivos monarcas, Alfonso IX de León y Sancho VII de Navarra, lo cual éste aceptó. Pero Alfonso VIII, viendo que tardaban demasiado en llegar, decidió enfrentarse solo a los almohades en el castillo de Alarcos, rompiendo así el tratado que habían firmado un año antes en Tordehumos.
Sin embargo, Alfonso VIII perdió la batalla, lo que resultó bastante desastroso para su reino. Tras la derrota de Castilla, Alfonso IX, Sancho VII y Sancho I de Portugal intentaron aliarse con el califato almohade mientras que la Corona de Aragón decidió apoyar a Alfonso VIII de Castilla. El Papa intentó evitar esta guerra llamándolos a una alianza contra el califato almohade. Aunque Navarra inicialmente estaba dispuesta a ayudar a Castilla y Aragón, éstos elaboraron un plan para dividir Navarra, lo que provocó que Sancho VII se aliara con Abu Yúsuf. La guerra era inevitable y en el año 1196 comenzaron las hostilidades.

## Guerra

### 1196
Abu Yúsuf al-Mansur, aprovechando que Castilla aún se estaba recuperando de la batalla de Alarcos, inició una campaña con apoyo leonés en la primavera del mismo año. Entró por Extremadura, conquistando Escalona, Santa Olalla y Talavera de la Reina. Tras tomar estas ciudades, sitió Toledo, pero fue defendido con éxito por Alfonso VIII y 1.000 hombres aragoneses liderados por Pedro II de Aragón. Sin embargo, esto no le hizo darse por vencido y poco después del asedio de Toledo atacó Madrid, Talamanca de Jarama, Alcalá de Henares, Monte Angio y Turgelo  pero fracasó en Madrid y Alcalá de Henares, que fueron defendidos por Diego López II de Haro. En el camino de regreso a África, atacó Guadalajara, Cuenca, Oreja, Huete y Uclés . 
Viendo que Alfonso VII estaba ocupado luchando con los almohades, Alfonso IX (con apoyo almohade y navarro) invadió Castilla desde Tierra de Campos y llegó a Carrión de los Condes y Villasirga. Alfonso VIII, tras defender Toledo de los almohades, respondió invadiendo el Reino de León desde la misma región. Contó nuevamente con el apoyo de Pedro II de Aragón. Alfonso VIII inició su campaña tomando Coyanza y sitiando sin éxito León entre el 23 y el 25 de julio. Tomó el Castro de los Judíos de Mayorga y quemó la sinagoga de la localidad el 25 de julio, esclavizando a su población al día siguiente. Continuó su campaña conquistando Castroverde de Campos, Valencia de Don Juan y Ardón, acercándose a Benavente y llegando hasta El Bierzo, cerca de Portugal. Sin embargo, no pudo tomar Astorga.
Mientras León y Castilla luchaban en Tierra de Campos, Sancho VII de Navarra aprovechó la oportunidad e inició una campaña contra Castilla. Asoló las tierras de Logroño y llegó hasta las localidades de Soria, Medinaceli y Almazán.
El 31 de octubre de 1196, el papa Celestino III acusó a Alfonso IX de León de aliarse con los musulmanes para combatir a un reino cristiano y ordenó a los arzobispos de Toledo y Santiago de Compostela publicar la excomunión del monarca leonés. Al ver esto, Sancho I de Portugal declaró la guerra al Reino de León, invadiendo Galicia ese mismo año.

### 1197
Después de un año de su última campaña, Abu Yúsuf decidió iniciar otra. Partió de Córdoba y, al llegar a territorio castellano, atacó Talavera de la Reina y Maqueda, seguido de otro asedio en Toledo que también fracasó. Continuó su campaña atacando Madrid, Guadalajara, Oreja, Uclés, Huete, Cuenca y Alarcón. En esta ocasión, la mayor parte de estas ciudades fueron defendidas por Fernando Ruiz de Azagra, señor de Albarracín. Algunas fuentes dicen que no fue una campaña tan desastrosa y que no se capturaron ciudades, mientras que otras dicen lo contrario. En cualquier caso, Alfonso VIII firmó una tregua de diez años con Yúsuf el 1 de junio, lo que le permitió centrarse en su guerra contra León.
Alfonso IX se encontró en una situación difícil: su aliado, Abu Yúsuf al-Mansur, lo había abandonado y ahora no contaba con el apoyo de nadie. Así que Alfonso VIII y Pedro II, que ahora en paz con los almohades, lanzaron otra campaña contra León, esta vez invadiendo el sur. Tomó Alba de Tormes, Barruecopardo, Bolaños de Campos, Paradinas de San Juan, Carpio de Azaba, Monreal y Alpalhão mientras Sancho I de Portugal conquistaba Tuy y Pontevedra.

### Paz
Finalmente, ambos reyes acordaron un matrimonio entre el monarca leonés y Berenguela de Castilla (hija de Alfonso VIII) en Valladolid en octubre de 1197, que supuestamente fue aprobado por el papa Celestino III que ya había anulado el matrimonio entre el monarca leonés y Teresa de Portugal. Según el cronista inglés Roger de Howden, el Papa conspiró este matrimonio como Pro bono pacis, "por el bien de la paz". Sin embargo, una carta de Inocencio III confirma que Celestino nunca supo de este matrimonio.

## Consecuencias
Aunque este matrimonio trajo la paz entre Alfonso VIII de Castilla, Pedro II de Aragón y Alfonso IX de León, Portugal continuó en guerra con el reino de León, en el que Castilla estuvo a punto de intervenir, esta vez apoyando a Alfonso IX. Tuy y Pontevedra fueron recuperadas por los leoneses probablemente en 1199 y Alfonso IX lanzó una invasión de Portugal en el mismo año, sitiando Bragança sin éxito. Ambos reinos finalmente firmaron un tratado de paz en 1200.
La guerra entre Navarra y Castilla también continuó. Alfonso VIII y Pedro II, apoyados por Alfonso IX a partir de 1200, acordaron dividir el Reino de Navarra. Finalmente, Navarra perdió la guerra y tuvo que ceder gran parte de su territorio, incluida Guipúzcoa y Vitoria, a Castilla y Aragón.
La paz entre Alfonso VIII y su primo Alfonso IX no duró mucho: estuvieron en guerra entre 1204 y 1206 y de nuevo en 1212, pero esta última guerra duró poco ya que Alfonso VIII estaba en una cruzada contra los almohades y el papa Inocencio III les obligó a hacer la paz. La cruzada tuvo éxito, poniendo fin a la guerra hispano-musulmana de 1172-1212 e iniciando la decadencia del califato almohade, lo que también provocaría su desintegración en la península Ibérica y el comienzo del tercer período de taifas.